# هجوم بئر العبد (أكتوبر 2016)
كانت هجمات سيناء أكتوبر 2016 هجومًا إرهابيًا علي حاجز للجيش المصري في مدينة بئر العبد الريفية، مصر (الواقعة على بعد 40 كيلومترًا غرب العريش) في 14 أكتوبر 2016. وهاجمت مجموعة من المسلحين يحملون بنادق هجومية وأسلحة ثقيلة حاجزًا للجيش المصري بينما أطلقت قذائف هاون وصواريخ موجهة إلى حاجز عسكري. وردًا على ذلك، قتلت القوات العسكرية المصرية حوالي 15 مسلحًا عقب الهجوم. ادعى فرع ولاية سيناء التابع للدولة الإسلامية المسؤولية في بيان صدر في وقت لاحق من اليوم نفسه.
ووفقًا لقناة الجزيرة، نجت بئر العبد حتى الآن إلى حد كبير من العنف الذي هز شمال سيناء على يد المتمردين بعد الإطاحة بمرسي قبل 3 سنوات. يأتي هذا الهجوم قبل أسابيع من الذكرى السنوية الأولى لحادث تحطم طائرة متروجت الجوية 9268 فوق شبه جزيرة سيناء في 31 أكتوبر 2016.

## الهجوم
بدأ الهجوم في وقت مبكر من صباح اليوم عندما اقترب المسلحون من نقطه تفتيش عسكرية وهاجموها. وأسفر الهجوم عن مقتل 12 من أفراد الجيش المصري وجرح ستة آخرين.
وقال الناطق باسم الجيش المصري في بيان أن الجنود اشتبكوا مع المهاجمين في شمال سيناء. وقال مسؤول في الشرطة ومسعف لوكالة فرانس برس أن قذائف الهاون والصواريخ أطلقت علي موقع الجيش. وقد قضى الجيش المصري على ما لا يقل عن 15 من المسلحين المشتبه فيهم ردًا على الهجوم.

## المسؤولية
أعلن فرع ولاية سيناء التابع للدولة الإسلامية سريعًا مسؤوليته عن الهجوم في بيان نشر على تطبيق الرسائل الاجتماعية، تلغرام. وذكر البيان أن «الجنود» كانوا «آمنين وسليمين» واستولوا على أسلحة وذخيرة من الجيش المصري خلال الهجوم على نقطة التفتيش العسكرية.

## ردود الفعل

### المحلية
في أعقاب الهجوم، قدم رئيس مصر عبد الفتاح السيسي تعازيه وتعاطفه مع عائلات الجنود المصريين الإثني عشر الذين قتلوا، مشيرًا إلى أنهم «أبطال».
- نددت الحكومة المصرية والبرلمان و‌الأزهر بشدة بهذا الهجوم في بيانات أوردتها وكالة أنباء الشرق الأوسط الحكومية.
- أضاف رئيس الوزراء المصري شريف إسماعيل أن «الدولة عازمة على تطهير مصر من هذه العناصر الشريرة.»
- قال رئيس البرلمان المصري علي عبد العال أن هذه الهجمات الأخيرة «التي تهدف إلى استهداف الدولة وترويع المجتمع لن تنجح».

### الدولية
- البحرين: أعربت وزارة الشؤون الخارجية البحرينية عن خالص تعازيها وتعاطفها مع عائلات الضحايا وتمنيت الشفاء العاجل للمصابين في هذا العمل الإرهابي، الذي لا علاقة له بالدين ويتعارض مع جميع المبادئ الإنسانية والأخلاقية. وقالت الوزارة أيضًا أن البحرين ملتزمة بمحاربة الإرهاب بجميع أشكاله ومظاهره وجددت دعوتها إلى بذل جهود دولية متضافرة للقضاء على الإرهاب الذي يهدد جميع البلدان، وتجفيف مصادر تمويله.[5]
- الاتحاد الأوروبي: في بيان أدلت به المتحدثة باسم الممثلة السامية للاتحاد الأوروبي فيديريكا موغيريني «إنه تذكير مأساوي باستمرار التهديد الإرهابي لمصر الذي يهدد استقرارها. وأضافت، أن الاتحاد الأوروبي يقف بجانب الشعب المصري والحكومة في كفاحهما ضد الدولة الإسلامية، وهو جزء هام من الكفاح الأوسع ضد داعش في المنطقة.»[6]
- فرنسا: في بيان صحفي أعرب المتحدث باسم وزارة الخارجية الفرنسية رومان نادال عن تعازي بلاده لأسر الضحايا وجدد التضامن مع الحكومة والشعب المصري في محاربه الإرهاب.[7]
- المجر: ذكر بيان أصدرته السفارة المجرية في القاهرة أن الحكومة المجرية أكدت دعمها الكامل وتضامنها مع الجهود التي تبذلها الحكومة المصرية والجيش والأجهزة الأمنية في الحرب ضد الإرهاب.
- لبنان: قدم رئيس الوزراء اللبناني والرئيس بالإنابة تمام سلام الأحد تعازيه للرئيس المصري عبد الفتاح السيسي عقب الهجوم.[8]
  - أعرب رئيس الوزراء اللبناني الأسبق سعد الحريري عن تضامنه مع مصر في أعقاب الهجوم وندد بهذه الهجمات باعتبارها «هجومًا إرهابيًا خسيسًا وجميع الهجمات التي استهدفت الجيش المصري.»[9]
- إيران: في 16 أكتوبر، أعرب المتحدث باسم وزارة الخارجية الإيرانية بهرام قاسمي عن اشمئزاز إيران من جميع الأعمال الإرهابية بأي شكل ومكان، ودعا المجتمع الدولي والحكومات الإقليمية إلى الالتفات إلى توسع «الظاهرة المشؤومة». وقال السيد قاسمي أيضًا أن إيران أعربت عن تعاطفها مع الحكومة والأمة المصرية، وقدمت تعازيها لأسر الضحايا.[10]
- السعودية: أعرب بيان أصدرته وزارة الخارجية السعودية عن تعازيها لأسر الشهداء المصريين والحكومة متمنيًا الشفاء العاجل للجرحى.[7]
- تركيا: أدانت وزارة الخارجية التركية هذه الهجمات. وقال "إننا ندين بشدة الهجوم الإرهابي الذي ارتكب بالقرب من بئر العبد. ونتقدم بتعازينا إلى الشعب المصري الشقيق، ونعرب عن تعاطفنا مع عائلاتهم، ونتمنى للمصابين الشفاء العاجل"، وفقًا لما جاء في بيان لوزارة الخارجية التركية".[11]
- الإمارات العربية المتحدة: في بيان صدر يوم الجمعة، أعربت وزارة الخارجية والتعاون الدولي عن أعمق إدانتها لهذه الهجمات الإجرامية ورفضها المستمر لجميع أشكال ومظاهر الإرهاب. وأضاف أن الإمارات العربية المتحدة تدعم الكفاح المصري ضد الإرهاب وشدد على أن هذه الأعمال الجبانة لن تقوض قرارات الشعب المصري بمحاربة الإرهاب الذي لا دين له ولا وطن ولا أخلاق.[12]
- المملكة المتحدة: أعرب جون كاسون السفير البريطاني لدى مصر عن تعازيه العميقة لأسر الجنود المصريين المتوفيين. وعبر حسابه على تويتر، أكد السيد كاسون ايضًا دعم بريطانيا القوي والثابت لمصر ضد الإرهاب.[7]
- اليمن: أصدرت وزارة الخارجية اليمنية بيانًا تدين فيه الهجوم الإرهابي. وقالت الوزارة في بيان لها أن «مثل هذه الجرائم لا علاقة لها بالإسلام» أو أي ديانة أخرى وجميع القيم الإنسانية. وأكد البيان دعم اليمن الكامل لمصر والإجراءات التي اتخذتها لمحاربة العنف والتطرف. ودعت الوزارة المجتمع الدولي إلى تحمل مسؤوليته في اقتلاع جذور الإرهاب في جميع أنحاء العالم.[7]